# Generoso Dattilo
Generoso Dattilo (* 3. Mai 1902 in Rom; † 12. August 1976 ebenda) war ein italienischer Fußballschiedsrichter und -funktionär.

## Werdegang
Dattilo begann 1925 mit der Schiedsrichterei. Am 29. Mai 1932 pfiff er mit der Partie der AC Mailand gegen den FBC Turin (6:1) im Mailänder San Siro zum ersten Mal in der Serie A. Bis 1951 leitete er insgesamt 251 Partien in Italiens höchster Spielklasse. 1940 wurde er mit dem Premio Giovanni Mauro als bester Schiedsrichter der abgelaufenen Serie-A-Saison ausgezeichnet.
An der Fußball-Weltmeisterschaft 1934 im eigenen Land nahm Generoso Dattilo als Linienrichter teil. Er assistierte am 27. Mai zusammen mit seinem Landsmann Otello Sassi Rinaldo Barlassina im Achtelfinale Ungarn gegen Ägypten, das die Magyaren im Stadio Giorgio Ascarelli von Neapel mit 4:2 gewannen.
Am 18. Mai 1939 pfiff Dattilo im Römer Stadio Nazionale del PNF das Finale um die Coppa Italia 1938/39, in dem sich Anton Cargnellis Ambrosiana-Inter mit 2:1 gegen die AC Novara durchsetzte. Zweieinhalb Monate später, am 30. Juli 1939, leitete er im Budapester Megyeri út das Finalrückspiel des Mitropapokals 1939 zwischen Újpest und Ferencváros Budapest, das mit 2:2 und damit 6:3 im Gesamtergebnis für das von Béla Guttmann trainierte Újpest zu Ende ging.
Am 21. Juni 1942 leitete er in der Arena Civica von Mailand mit dem Finalhinspiel des Wettbewerbs 1941/42 sein zweites Coppa-Italia-Finale. Die Partie zwischen der AC Mailand und Juventus Turin endete 1:1; nach dem 4:1-Sieg im Rückspiel eine Woche später gewann die von Luis Monti trainierte Juve den Pokal.
Nach der Wiederaufnahme des regulären Ligabetriebes in Italien, der am Ende der Saison 1942/43 wegen des Zweiten Weltkrieges eingestellt worden war, war Dattilo von 1945 bis 1951 nochmals auf höchstem nationalen Niveau als Schiedsrichter aktiv. In den Spielzeiten 1949/50 und 1950/51 pfiff er zudem Partien der Serie B.
Bei der Fußball-Weltmeisterschaft 1950 in Brasilien vertrat Dattilo neben Giovanni Galeati den italienischen Verband als Schiedsrichter. Er pfiff am 29. Juni das Gruppenspiel zwischen den USA und England, das die Amerikaner im Estádio Independência in Belo Horizonte mit 1:0 gewannen. Zudem war er in drei Spielen als Linienrichter aktiv.
Dattilo, der für seine Abneigung gegen Strafstöße bekannt war, die er nur bei eklatanten Regelverstößen gewährte, beendete seine aktive Laufbahn 1951 aufgrund der vom Verband gewünschten, allgemeinen Verjüngung des Schiedsrichterpersonals. Danach war er in zahlreichen Positionen als Funktionär tätig – unter anderem von 1952 bis 1957 als Leiter der Commissione Arbitri Nazionale und von 1959 bis 1961 als Präsident der Associazione Italiana Arbitri (AIA).
Generoso Dattilo starb im August 1976 im Alter von 74 Jahren in seiner Heimatstadt Rom. Er war Träger des Verdienstordens der Italienischen Republik in der Klasse Commendatore (Komtur), die AIA-Sektion Rom 1 ist nach ihm benannt.